# Jastrzębie-Zdrój
Jastrzębie-Zdrój (tyska: Bad Königsdorff-Jastrzemb) är en stad i södra Polen, belägen i vojvodskapet Śląsk, endast en mil från tjeckiska gränsen. Staden är relativt ny – den uppbyggdes på 1960-talet för i huvudsak polska gruvarbetare – och är idag väldigt utsträckt och saknar egentligt centrum. Staden har 90 089 invånare (2016).